# Розовий
Ро́зовий (до 1944 року — Хачи-Озенбаш, крим. Haçı Özenbaş) — селище в Україні, у складі Ялтинського району Автономної Республіки Крим.

## Загальний опис
Невелике селище, розташоване на південному березі Криму у самої кромки Кримського природного заповідника. Оточене гірськими полями, на яких вирощує лаванду і троянду Алуштинський ефіроолійний радгосп-завод.
Населення селища 245 осіб за переписом 2001 рjre/
У Розовому всього дві вулиці – Мирна і Ароматна. В самому серці селища розташоване одне з відділень Алуштинського ефіроолійного заводу, а навколо на гірських терасах – понад тисячу гектарів угідь, де вирощують лаванду й ефіроолійну троянду. Цей завод і дає роботу місцевим жителям. За часів СРСР завод був лідером з виробництва ефірних олій троянди і лаванди.

## Географія
На північно-західній строні від селища річки Чорна, Аракча, Піскур, Великий Ускулар та Суха Альма впадають у річку Альму.
Розове межує з відомим Кримським заповідником – одним з найстаріших і найбільших в Україні. Там охороняються найцінніші букові, дубові та соснові ліси.

## Населення
За даними перепису населення 2001 року, у селищі мешкало 245 осіб. Мовний склад населення села був таким:
| Мова       | Число ос. | Відсоток |
| ---------- | --------- | -------- |
| українська | 42        | 17,14    |
| російська  | 199       | 81,22    |
| білоруська | 2         | 0,82     |
| вірменська | 1         | 0,41     |

## Інтернет-ресурси
- Розовий на сайті ВР України(укр.)[недоступне посилання з квітня 2019]
- Розовий на картах
- Ізобільненська сільрада[недоступне посилання з липня 2019]
- Карта території Алуштинської міськради